# Red Rock, Ontario
Red Rock är en mindre ort med 895 invånare år 2016 i Ontario i Kanada. Den ligger på sluttningen till Red Rock Hill ungefär 100 kilometer sydost om Thunder Bay vid Lake Superiors nordvästra strand och 650 kilometer öster om Winnipeg. De första bosättarna kom kring 1900 och de flesta hade finsk bakgrund. Den transkontinentala landsvägen går 8 kilometer norr om orten och transkanadensiska järnvägen passerar någon kilometer utanför.

## Namn
Omgivningarna består av skiktade berg där lager i järnhaltig röd ockrafärg utgör ett markant inslag, så även berget Red Rock Hill, vid vars södra sluttning staden ligger och som fick ge namn till orten.

## Historia

### Grundande
De flesta första bosättarna med europeiskt ursprung hade finsk bakgrund och slog sig ner som bönder på utspridda gårdar i skogen under första åren på 1900-talet. Förbindelsen med omvärlden var fram till den transkontinentala vägen byggdes på 1920-talet begränsad till järnvägen där Nipigon 8 kilometer bort var närmaste lite större samhälle med affärer och nöjen. Den första skolan byggdes omkring 1920 och hade åtta elever i åtta årsklasser. Grundarna var av finskt ursprung men lärarinnan var engelsk-kanadensiska. I och med att skolan startats förbättrades de sociala livsvillkoren betydligt i byn.

### Industrialisering
År 1936 grundades en sulfitmassefabrik som var färdig 1937, samtidigt som ett stickspår anlades till huvudjärnvägen. En barack inreddes till teater och en till sjukhus. Tjänstemannabostäder och administrativa byggnader tillkom.

### Krigsfångeläger
År 1940 inköpte kanadensiska staten ett område inklusive 48 baracker och under juli månad internerades 1 145 fångar i vad som kom att heta Camp "R". Efter 18 månader avvecklades lägret i oktober 1941, framför allt på grund av det hårda vinterklimatet som väntade, som inte fångarna var utrustade för.
Vakterna togs ut från Kanadas motsvarighet till hemvärnet och bestod i huvudsak av krigsveteraner med erfarenheter från första världskriget och som bodde i hus från 1930-talet. Officerarna bodde på byns värdshus.
Alla internerade var inte tyska soldater utan det fanns även personal från dess handelsflotta och en del var tyska judar. Det innebar polarisering mellan bland andra nazister och icke nazister, som orsakade en hel del spänningar mellan grupperna och som ofta slutade med slagsmål.
En fånge lyckades rymma och ta sig över gränsen till USA för att därifrån återföras till Camp "R". En fånge grävde en tunnel och var nära att lyckas rymma när någon förrådde honom. Två fångar gjorde ett flyktförsök varav den ene sköts ihjäl under försöket.
Efter krigsslutet återvände en del före detta fångar till Red Rock och bosatte sig där.

## Näringsliv och befolkningsutveckling
Pappersmassefabriken hade lönsamhetsproblem och i november 2006 lades verksamheten ner och befolkningstalet har minskat sedan dess från 1 063 invånare år 2006 till 942 år 2011 och 845 vid utgången av 2016. En del invånare pendlar och arbetar i närbelägna orter. Man satsar inom samhället på småindustri och underhållsarbete av vägar och järnväg samt turism, dels med inriktning på jakt och fiske och dels för vinter- och sommarsport.

### Kultur
Sedan år 2002 arrangerar man en folkmusik- och kulturfestival i början av augusti, vilken medfört att orten blivit mer känd även utanför egna distriktet och man får årligen cirka 2 000 besökare.